# Mostra de Venise 1934
La Mostra de Venise 1934 — ou la 2e édition de la Mostra de Venise ou encore la 2e édition du Festival international du film de Venise (en italien : 2ª edizione della Mostra internazionale d'arte cinematografica) — est un festival de cinéma international qui s'est tenu à Venise en Italie du 1er août au 20 août 1934. À partir de cette année-là, le festival devient annuel.

## Jury
- Pas de jury officiel.

## En compétition
Pour le meilleur film étranger
- L'Homme d'Aran (Man of Aran) de Robert J. Flaherty
- Beyond Bengal de Harry Schenck
- Rêves brisés (Broken Dreams) de Robert G. Vignola
- Court-circuit (By Candlelight) de James Whale
- L'Homme invisible (The Invisible Man) de James Whale
- La mort prend des vacances (Death Takes a Holiday) de Mitchell Leisen
- Au pays du rêve (Going Hollywood) de Raoul Walsh
- Extase (Extáze) de Gustav Machatý
- Le Grand Jeu de Jacques Feyder
- New York - Miami de Frank Capra
- Les Quatre Filles du docteur March (Little Women) de George Cukor
- La Vie privée de Don Juan (The Private Life of Don Juan) d'Alexander Korda
- La Reine Christine (Queen Christina) de Rouben Mamoulian
- Viva Villa ! de Jack Conway
- Le Monde en marche (The World Moves On) de John Ford
- Train de luxe (Twentieth Century) de Howard Hawks
- White Heat de Lois Weber
- Wonder Bar de Lloyd Bacon
- Tcheliouskine de Iakov Possekski (ru)
- Les Nuits de Saint-Pétersbourg (Петербургская ночь) de Grigori Rochal et Vera Stroeva
- Joyeux Garçons de Grigori Alexandrov
- L'Orage (Groza) de Vladimir Petrov
- Jeunesse de Georges Lacombe
- Le Paquebot Tenacity de Julien Duvivier
- Blossom Time de Paul Ludwig Stein
- Reka de Josef Rovenský
- Zem spieva de Karel Plicka
- Parade de printemps de Géza von Bolváry
- Les Fugitifs de Gustav Ucicky
- Reifende Jugend de Carl Froelich
- Maskerade de Willi Forst
- Palos brudefærd de Friedrich Dalsheim
- Seeta de Debaki Bose
- Dood water de Gerard Rutten
- Se ha fugado un preso de Benito Perojo
- En stilla flirt de Gustaf Molander
- Leblebici horhor aga de Muhsin Ertuğrul
- Weiße Majestät de August Kern et Anton Kutter
- Amok de Fedor Ozep

Pour le meilleur film italien
- Teresa Confalonieri de Guido Brignone
- Stadio de Carlo Campogalliani
- La Dame de tout le monde (La signora di tutti) de Max Ophüls
- Il canale degli angeli de Francesco Pasinetti
- Seconda B de Goffredo Alessandrini

## Palmarès
- Coupe Mussolini du meilleur film étranger: L'Homme d'Aran (Man of Aran) de Robert J. Flaherty
- Coupe Mussolini du meilleur film italien : Teresa Confalonieri de Guido Brignone
- Médaille d'or du meilleur acteur : Wallace Beery pour Viva Villa ! de Jack Conway
- Médaille d'or pour la meilleure actrice : Katharine Hepburn pour Les Quatre Filles du docteur March (Little Women) de George Cukor
- Médaille d'or : Stadio de Carlo Campogalliani
- Médaille d'or du meilleur dessin animé : Les Petits Lapins joyeux (Funny Little Bunnies) de Walt Disney